# Ушу
Ушу (на китайски: 武术) е традиционно китайско бойно изкуство, което обхваща широк спектър от бойни техники и стилове. Думата „ушу“ буквално означава „бойни изкуства“ и включва както традиционни, така и съвременни форми на бойни практики.
В съвременния свят Ушу се практикува като бойно изкуство и форма на физическа активност и културно наследство. То е популярно в Китай и по света, привличайки милиони практикуващи и почитатели.

## История
Ушу има дълга история, кореняща се в Древен Китай. Първоначално създаден за военно обучение и самоотбрана, ушу се е развил и адаптирал през вековете, включвайки различни стилове и техники от различни региони на Китай.

## Техники и стилове
Ушу включва множество стилове и форми, като някои от най-известните са тай чи, чан чуан, нан чуан и ба гуа джан. Техниките варират от удари и ритници до сложни акробатични движения. Съществуват и оръжия, които се използват в ушу, като мечове, копия и тояги.

## Състезания
Ушу е признато като спорт от Международния олимпийски комитет и е част от програмата на множество международни спортни събития. Състезанията включват изпълнения на форми (taolu, на китайски: 套路) и спаринг (sanda, на китайски: 运动散打).